# Catherine Pierre
Catherine Pierre (* 7. September 1957) ist eine ehemalige französische Judoka. Sie gewann eine Bronzemedaille bei Weltmeisterschaften und war fünfmalige Europameisterin.

## Sportliche Karriere
Catherine Pierre kämpfte bis 1979 im Halbschwergewicht, der Gewichtsklasse bis 72 Kilogramm. 1975, 1976 und 1977 war sie französische Meisterin im Halbschwergewicht, 1976, 1978 und 1979 siegte sie in der offenen Klasse. Ihren siebten Meistertitel gewann sie 1980 im Mittelgewicht, der Gewichtsklasse bis 66 Kilogramm.
1975 wurden in München die ersten Europameisterschaften für Frauen ausgetragen. Im Halbschwergewicht siegte Catherine Pierre vor der Deutschen Rebecca Küttner, in der offenen Klasse siegte sie vor ihrer Landsfrau Paulette Fouillet. Bei den Europameisterschaften 1976 in Wien verteidigte sie ihren Titel im Halbschwergewicht vor Marianne Promegger aus Österreich, in der offenen Klasse erhielt sie die Bronzemedaille. Die dritten Europameisterschaften wurden 1977 in Arlon ausgetragen. Catherine Pierre gewann ihren dritten Titel im Halbschwergewicht vor der Spanierin Concepción Costa. In der offenen Klasse gewann sie wie im Vorjahr die Bronzemedaille, Gold gewann ihre Landsfrau Jocelyne Triadou. 1978 bei den Europameisterschaften in Köln erreichte sie erneut das Finale im Halbschwergewicht, dort unterlag sie der Deutschen Barbara Claßen. Im Jahr darauf erreichte sie bei den Europameisterschaften 1979 in Kerkrade das Finale in der offenen Klasse und unterlag dort Barbara Claßen.
1980 wechselte Catherine Pierre ins Mittelgewicht. Im März bei den Europameisterschaften in Udine gewann sie den Titel in dieser Gewichtsklasse durch einen Finalsieg über die Italienerin Nadia Amerighi. Ende November 1980 wurden in New York City erstmals Judo-Weltmeisterschaften für Frauen ausgetragen. Die Französinnen gewannen bei den Wettkämpfen in jeder der acht Gewichtsklassen eine Medaille. Catherine Pierre gewann eine Bronzemedaille im Mittelgewicht. Nachdem sie im Halbfinale gegen Edith Simon aus Österreich verloren hatte, siegte sie im Kampf um Bronze gegen die Japanerin Hiromi Fukuda. 1982 wurde Catherine Pierre hinter Claudette Dekarz noch einmal Zweite bei den französischen Meisterschaften.